# Калиновка (Магдалиновский район)
Калиновка (укр. Калинівка) — село, Поливановский сельский совет, Магдалиновский район, Днепропетровская область, Украина. До 2016 года село носило название Карла Маркса.
Код КОАТУУ — 1222386004. Население по переписи 2001 года составляло 62 человека.

## Географическое положение
Село Калиновка находится на левом берегу реки Кильчень, выше по течению на расстоянии в 0,5 км расположено село Ивановка, ниже по течению на расстоянии в 1 км расположено село Весёлый Гай, на противоположном берегу — село Новоивановка. Рядом проходит автомобильная дорога Т-0410.